# Teen的她
《Teen的她》（日语：／ Tīn na Kanojo）是心交社製作的印象DVD系列。

## 概論
《Teen的她》印象DVD系列以拍攝女高中生身穿校服、細小泳衣、丁字褲的樣子作主打。第一作於2006年2月開始推出，2007年12月推出最後一作。全系列總共有22部作品。
製作者宣稱作品的演出者皆為時齡15-18歲的女高中生。她們於作中除了會身穿丁字泳衣外，还会穿着微型比基尼、運動泳衣、吊带泳衣、女式内衣，甚至以手直接遮擋乳頭及乳暈，並露出半邊乳房、股溝。
此一系列以「沒有胸貼和沒有內褲」作標榜，故此當中不少鏡頭會對偶像在身穿泳衣和運動服時所顯現的激突和骆驼趾進行特寫，並會強調下衣上方剃除陰毛的痕跡。

## 事件
2007年10月16日，日本警視廳少年育成課拘捕了心交社的數名嫌疑人，指他們涉嫌拍攝一名居於東京都板橋區的17歲女高中生過激地穿着泳衣的樣子，因此違反了《兒童買春、兒童色情關係行為等處罰及兒童保護等相關法律》。這單事件的有關報導雖没有提到演出者的樣子和名稱，但卻拍攝了警方扣押此作的場面。此外也有報導直接把他們被捕的原因歸咎於此一DVD系列。
這宗事件於日本首創了把非裸作品认定为兒童色情製品的先例，東京地方檢察廳表示「拍攝對象時齡17歲，跟其他兒童色情製品相比沒有那麼惡劣」，故決定不以《兒童色情法》進行起訴，改以《兒童福祉法》起訴，因為他們把少女帶去印尼峇里島，以對其身心有害的方式進行拍攝。
心交社在被捕時表示：「我們沒想過這樣的DVD居然能被視為兒童色情製品。（封面上的股溝）不過像是低腰時裝般的東西，丁字褲的話泳衣店也在出售」。

## 作品列表
| 原文標題 | 演出者   | 發售日         |
| -------- | -------- | -------------- |
|          | 大崎佳織 | 2006年2月3日   |
|          |          | 2006年3月3日   |
|          |          | 2006年3月31日  |
|          |          | 2006年4月14日  |
|          |          | 2006年5月19日  |
|          |          | 2006年7月14日  |
|          |          | 2006年9月15日  |
|          |          | 2006年10月13日 |
|          |          | 2006年11月10日 |
|          |          | 2007年1月12日  |
|          |          | 2007年2月2日   |
|          |          | 2007年3月2日   |
|          |          | 2007年3月30日  |
|          |          | 2007年4月13日  |
|          |          | 2007年5月18日  |
|          |          | 2007年6月1日   |
|          |          | 2007年7月27日  |
|          |          | 2007年8月10日  |
|          |          | 2007年8月31日  |
|          | 愛瑠繪   | 2007年9月28日  |
|          |          | 2007年11月2日  |
|          |          | 2007年12月7日  |

由於上述作品的製作人員被捕，故出版方公佈以下作品延期開售，不過最終決定取消發售。
| 原文標題 | 演出者 | 預定發售日     |
| -------- | ------ | -------------- |
|          |        | 2007年11月16日 |

## 姊妹作
以下作品是《Teen的她》的姊妹作。

### Cute的她
以演出者皆為女初中生作標榜的一套系列。
製作者宣稱此一系列的演出者年齡皆介乎13-15歲之間。雖然它亦會對激突和駱駝趾進行特寫，但與《Teen的她》相比，露出度則相對沒那麼高。
藤咲由姫等藤軍團成員都有參演此一系列，但於後來揭發她們於當時早超過15歲。
| 原文標題 | 演出者 | 發售日         |
| -------- | ------ | -------------- |
|          |        | 2006年11月2日  |
|          |        | 2006年12月1日  |
|          |        | 2007年1月12日  |
|          |        | 2007年6月15日  |
|          |        | 2007年6月29日  |
|          |        | 2007年7月13日  |
|          |        | 2007年7月27日  |
|          |        | 2007年9月14日  |
|          |        | 2007年10月12日 |

由於《Teen的她》的製作人員被捕，故出版方原先公佈以下作品延期開售，不過最終決定取消發售。
| 原文標題 | 演出者 | 預定發售日     |
| -------- | ------ | -------------- |
|          |        | 2007年11月2日  |
|          |        | 2007年11月9日  |
|          |        | 2007年11月16日 |

### 豐滿的她
以巨乳女高中生作主打的一套系列。
製作者宣稱此一系列的演出者年齡皆介乎16至17歲之間，胸圍從G至J罩杯不等。當中不少鏡頭會對激突和駱駝趾進行特寫，並拍攝演出者身穿丁字泳衣的樣子。露出度跟《Teen的她》差不多。
| 原文標題 | 演出者 | 發售日        |
| -------- | ------ | ------------- |
|          |        | 2007年3月16日 |
|          |        | 2007年6月29日 |
|          |        | 2007年7月13日 |
|          |        | 2007年8月31日 |
|          |        | 2007年9月28日 |

### 成年的她
以已經高中畢業的模特兒作主打的一套系列。
製作者宣稱此一系列的演出者年齡皆介乎19至27歲之間，因此是成年人的「非裸情色」印象DVD。跟《Teen的她》相比，露出度相對較高。
| 原文標題 | 演出者 | 發售日         |
| -------- | ------ | -------------- |
|          |        | 2007年6月29日  |
|          |        | 2007年7月13日  |
|          |        | 2007年7月13日  |
|          |        | 2007年9月14日  |
|          |        | 2007年9月28日  |
|          |        | 2007年11月9日  |
|          |        | 2007年11月30日 |
|          |        | 2007年12月14日 |